# La Palud-sur-Verdon
Pour les articles homonymes, voir Palud.
La Palud-sur-Verdon est une commune française, située dans le département des Alpes-de-Haute-Provence en région Provence-Alpes-Côte d'Azur.
Le nom de ses habitants est Paluards.

## Géographie

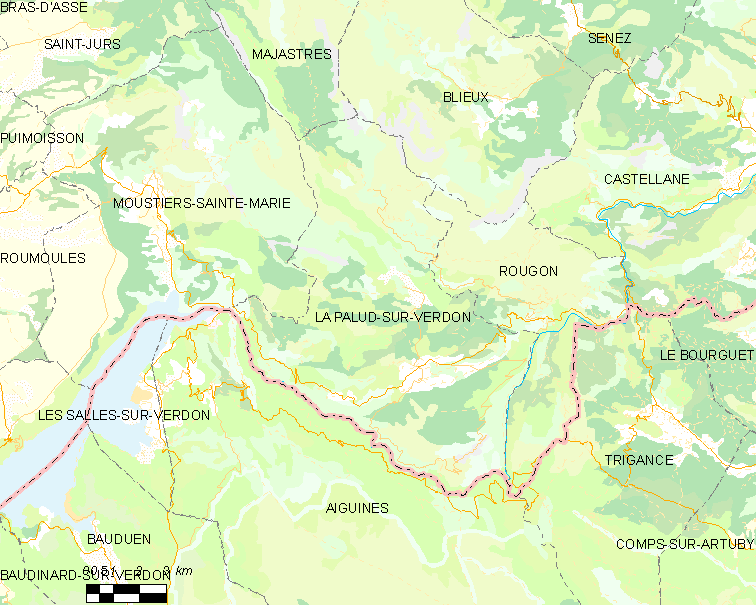
La Palud-sur-Verdon et les communes voisines (Cliquez sur la carte pour accéder à une grande carte avec la légende).

La Palud-sur-Verdon est une des 46 communes adhérentes du Parc naturel régional du Verdon.
Les communes limitrophes de La Palud-sur-Verdon sont Majastres, Blieux, Rougon, Trigance et Aiguines (dans le département du Var) et Moustiers-Sainte-Marie.
Le village touristique, à 928 m d’altitude, est connu pour sa route des Crêtes et ses belvédères sur les gorges du Verdon. La Dent d'Aire est 800 m au-dessus de la rivière.
Le Baou traverse la commune et rejoint le Verdon. Le massif du Montdenier s’étend sur la partie nord de la commune.

### Géologie
La commune est située dans le périmètre de protection de la Réserve naturelle géologique de Haute-Provence.

### Voies de communication et transports

#### Voies routières
La commune de La Palud-sur-Verdon est desservie par la route départementale RD 952 (ancienne route nationale 552), qui relie Castellane à Gréoux-les-Bains en empruntant la vallée du Verdon et le plateau de Valensole.

#### Services autocars

##### Lignes régionales, réseauZou!
- La Palud-sur-Verdon est desservie par 1 ligne de PROXIMITÉ :

| Ligne | Tracé                                                            |
| ----- | ---------------------------------------------------------------- |
| 450   | Castellane ↔ La Palud-sur-Verdon ↔ Moustiers-Sainte-Marie ↔ Riez |

### Environnement
La commune compte 2 788 ha de bois et forêts, soit un tiers de sa superficie.

### Risques naturels et technologiques
La commune de La Palud-sur-Verdon est également exposée à trois risques naturels :
- feu de forêt,
- inondation,
- mouvement de terrain.

La commune de La Palud-sur-Verdon est de plus exposée à deux risques d’origine technologique :
- celui de transport de matières dangereuses par route. La départementale RD952 peut être empruntée par les transports routiers de marchandises dangereuses[6] ;
- celui de rupture de barrage : La Palud-sur-Verdon fait partie de la zone d’inondation spécifique en cas de rupture du barrage de Castillon[7],[8]. Si cette rupture advenait, l’onde de submersion passerait en crête au-dessus de celui de Chaudanne[9], et parcourait les 24 kilomètres qui séparent le barrage de Castillon du Point sublime en moins de 29 minutes, juste avant d’entrer dans la commune de La Palud[10]. L’onde resterait cantonnée dans les gorges du Verdon, continuant de descendre à environ 40 km/h, et atteignant l’Imbut 19 minutes après avoir passé le Point sublime[11]. Elle finirait par submerger le pont du Galetas une demi-heure après être entrée dans la commune, ne dépassant pas toutefois la cote des 500 m (soit une hausse du cours du Verdon de plus de 10 m)[12].

Aucun plan de prévention des risques naturels prévisibles (PPR) n’existe pour la commune et le Dicrim n’existe pas non plus.

### Sismicité
Aucune des 200 communes du département n'est en zone de risque sismique nul. L'ancien canton de Moustiers-Sainte-Marie auquel appartenait La Palud-sur-Verdon est en zone 1b (sismicité faible) selon la classification déterministe de 1991, basée sur les séismes historiques, et en zone 4 (risque moyen) selon la classification probabiliste EC8 de 2011.
Le dernier tremblement de terre fortement ressenti dans la commune est celui de Chasteuil, le 30 novembre 1951, qui a été ressenti avec une intensité macro-sismique ressentie de V sur l’échelle MSK (dormeurs réveillés, chutes d’objets).

### Hameaux, lieux-dits
- Les Barris, site du premier château[16].

### Toponymie
Le nom du village, tel qu’il apparaît la première fois vers 1200 (de Palude), est tiré de l’occitan palú, "marais",, du latin palus-paludis, même sens. La commune de La Palud prend le nom de La Palud-sur-Verdon en 1961.
Le belvédère de Maireste, à proximité d’un château du même nom, pourrait tirer son nom du nom de personne Matrius, avec le suffixe ligure -esc.

### Climat
Pour des articles plus généraux, voir Climat de Provence-Alpes-Côte d'Azur et Climat des Alpes-de-Haute-Provence.
En 2010, le climat de la commune est de type climat des marges montargnardes, selon une étude du Centre national de la recherche scientifique s'appuyant sur une série de données couvrant la période 1971-2000. En 2020, Météo-France publie une typologie des climats de la France métropolitaine dans laquelle la commune est dans une zone de transition entre le climat de montagne et le climat méditerranéen et est dans la région climatique Alpes du sud, caractérisée par une pluviométrie annuelle de 850 à 1 000 mm, minimale en été.
Pour la période 1971-2000, la température annuelle moyenne est de 10,3 °C, avec une amplitude thermique annuelle de 16 °C. Le cumul annuel moyen de précipitations est de 897 mm, avec 6,5 jours de précipitations en janvier et 4,3 jours en juillet. Pour la période 1991-2020, la température moyenne annuelle observée sur la station météorologique de Météo-France la plus proche, « Aiguines_sapc », sur la commune des Aiguines à 8 km à vol d'oiseau, est de 13,6 °C et le cumul annuel moyen de précipitations est de 805,6 mm. 
La température maximale relevée sur cette station est de 42,3 °C, atteinte le 28 juin 2019 ; la température minimale est de −12,2 °C, atteinte le 7 février 2012,,.
Les paramètres climatiques de la commune ont été estimés pour le milieu du siècle (2041-2070) selon différents scénarios d'émission de gaz à effet de serre à partir des nouvelles projections climatiques de référence DRIAS-2020. Ils sont consultables sur un site dédié publié par Météo-France en novembre 2022.

## Urbanisme

### Typologie
Au 1er janvier 2024, La Palud-sur-Verdon est catégorisée commune rurale à habitat très dispersé, selon la nouvelle grille communale de densité à 7 niveaux définie par l'Insee en 2022.
Elle est située hors unité urbaine et hors attraction des villes,.
La commune, bordée par un plan d’eau intérieur d’une superficie supérieure à 1 000 hectares, le lac de Serre-Ponçon, est également une commune littorale au sens de la loi du 3 janvier 1986, dite loi littoral. Des dispositions spécifiques d’urbanisme s’y appliquent dès lors afin de préserver les espaces naturels, les sites, les paysages et l’équilibre écologique du littoral, tel le principe d'inconstructibilité, en dehors des espaces urbanisés, sur la bande littorale des 100 mètres, ou plus si le plan local d’urbanisme le prévoit.

### Occupation des sols
L'occupation des sols de la commune, telle qu'elle ressort de la base de données européenne d’occupation biophysique des sols Corine Land Cover (CLC), est marquée par l'importance des forêts et milieux semi-naturels (95,4 % en 2018), une proportion identique à celle de 1990 (95,4 %). La répartition détaillée en 2018 est la suivante : 
milieux à végétation arbustive et/ou herbacée (50,4 %), forêts (37,9 %), espaces ouverts, sans ou avec peu de végétation (7,1 %), zones agricoles hétérogènes (4,6 %).
L'évolution de l’occupation des sols de la commune et de ses infrastructures peut être observée sur les différentes représentations cartographiques du territoire : la carte de Cassini (XVIIIe siècle), la carte d'état-major (1820-1866) et les cartes ou photos aériennes de l'IGN pour la période actuelle (1950 à aujourd'hui).

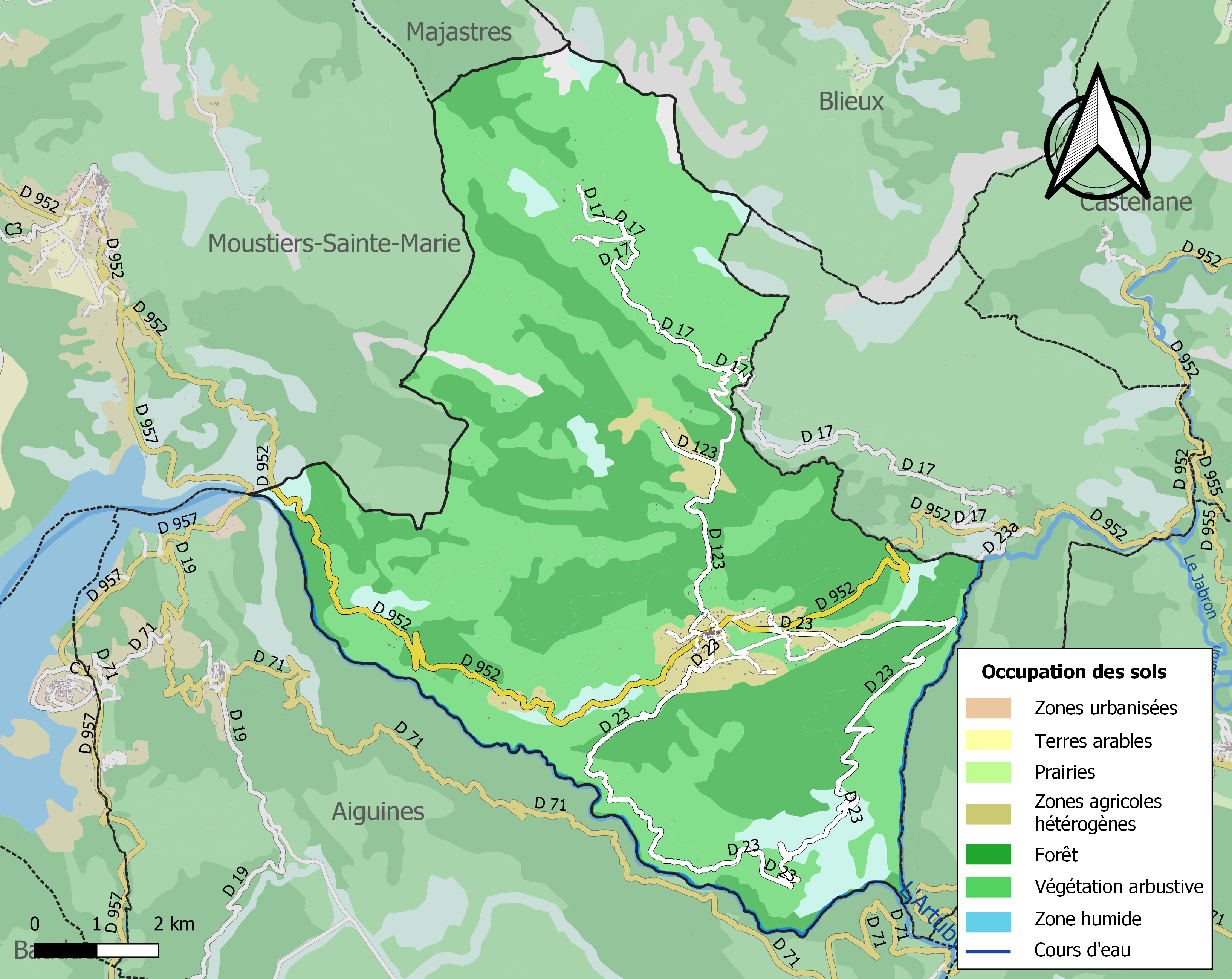
Carte de l'occupation des sols de la commune en 2018 (CLC).

Le tableau ci-dessous présente l'occupation des sols de la commune en 2018, telle qu'elle ressort de la base de données européenne d’occupation biophysique des sols Corine Land Cover (CLC).
| Type d’occupation                                                                   | Pourcentage | Superficie (en hectares) |
| ----------------------------------------------------------------------------------- | ----------- | ------------------------ |
| Systèmes culturaux et parcellaires complexes                                        | 3,5 %       | 288                      |
| Surfaces essentiellement agricoles interrompues par des espaces naturels importants | 1,1 %       | 91                       |
| Forêts de feuillus                                                                  | 12,4 %      | 1010                     |
| Forêts de conifères                                                                 | 21,4 %      | 1745                     |
| Forêts mélangées                                                                    | 4,2 %       | 345                      |
| Pelouses et pâturages naturels                                                      | 17,2 %      | 1404                     |
| Landes et broussailles                                                              | 24,2 %      | 1975                     |
| Forêt et végétation arbustive en mutation                                           | 9,0 %       | 738                      |
| Roches nues                                                                         | 1,1 %       | 86                       |
| Végétation clairsemée                                                               | 6,0 %       | 492                      |
| Source : Corine Land Cover                                                          |             |                          |

L'occupation des sols montre la nette prédominance de la forêt et des milieux semi-naturels qui occupent 95,4 % de la surface communale sur les territoires agricoles qui n'en occupent que 4,6 %. La forêt, qui occupe 38,0 % de la surface communale, est constituée majoritairement de conifères. Les landes et broussailles occupent une surface considérable, près d'un quart du territoire.

## Histoire

### Préhistoire et Antiquité
Quelques trouvailles archéologique attestent de l’occupation à l’âge du bronze. Une tombe antique a été retrouvée à l’aven de la Faye, et d’autres d’époque gallo-romaine à l’Hôpital. La commune compte également un site paléochrétien aux grottes de Saint-Maurin. Le site de la colline de Maireste a été occupé par un oppidum pendant la protohistoire.
L’itinéraire qui reliait Castellane à Moustiers passait par le col de la Croix de Châteauneuf.

### Moyen Âge
Pendant le Haut Moyen Âge, le village n’existe pas. Le polyptyque de Wadalde, rédigé en 814, cite trois colonges (exploitation agricole de taille variable) et une bergerie sur le territoire actuel de La Palud : colonica Carnillas, au coullet de Counilliès, la colonica Bagella, à Bagelle, et la colonica in Dogone, à l’actuel lieu-dit Rocas du Dugo ; la bergerie Corcio est, selon Daniel Thiery, à placer à Courchon.
La localité apparaît pour la première fois dans les chartes en 1062, sous le nom de Castrum novum (Châteauneuf), puis Châteauneuf des Barris. Le château est construit à 1 143 m d’altitude, et avait huit coseigneurs en 1062. Le village de La Palud est signalé en 1114. Lors de la guerre entre Boniface III de Castellane et le comte Alphonse Ier de Provence (1188-1189), le château tombe aux mains du comte de Provence. Le baron de Castellane construit alors un nouveau château au nord de l’ancien, qu’il nomme Châteauneuf. L’ancien village est alors renommé La Palud, du nom de l’église paroissiale, Notre-Dame-de-Palude.
Un autre château est construit au XIIe siècle à Maireste, qui formait un fief distinct de celui de La Palud au Moyen Âge. Il y avait encore un autre village sur la commune, au lieu-dit Saint-Maurin, autour de l’église et le prieuré Saint-Maurice, qui ont été fouillés récemment : ils datent de la deuxième moitié du XIe siècle). Le prieuré dépend de l’abbaye Saint-Victor de Marseille aux XIe et XIIe siècles ; il passe ensuite à Riez.
L’église de La Palud relevait du chapitre de Riez, comme Notre-Dame de Maireste.
En 1292, La Palud est échangée par Charles II de Provence contre une partie de la seigneurie de Moissac. Les Castellane sont seigneurs durant le XVe siècle, puis la seigneurie passe ensuite aux Demandolx de 1492 qui la conservent jusqu’au XVIIe siècle.
Châteauneuf-lès-Moustiers forme une communauté autonome au Moyen Âge, comptant cinquante feux en 1315. Elle est fortement dépeuplée par la crise du XIVe siècle (Peste noire et guerre de Cent Ans) et ne compte plus que trois feux en 1471. Les seigneurs de Châteauneuf sont les Castellane au XIVe siècle, suivis par les Glandevès au XVe puis les Carbonnel au XVIIIe siècle. L’église paroissiale et la chapelle Saint-Pierre des Chauvets relevaient de l’abbaye de Montmajour.
Le village des Chauvets est construit sur une route fréquentée au Moyen Âge, et un hôpital destiné à accueillir les voyageurs est implanté à cet endroit, au XIIIe siècle. Mais en 1471, il ne compte que trois feux. En 1765, la communauté comptait 394 habitants. Une légende raconte qu’un Templier serait venu se réfugier dans une grotte de Châteauneuf après 1314. Le village est abandonné dans les années 1920. Châteauneuf-lès-Moustiers est rattaché à La Palud en 1974.

### Période moderne
À la fin du XVIIe siècle, quatre potiers travaillaient à La Palud.
La terre et les paysans étaient pauvres, ce qui n’empêchaient pas le seigneur de les pressurer. La disette du début de 1789 ne changea pas son attitude, ce qui provoqua un siège du château par les paysans en armes. Il fut obligé de prendre la fuite de nuit. Durant la Révolution, la commune compte une société patriotique, créée après la fin de 1792. En 1793, le château est désigné comme pouvant être détruit, mais échappe à la démolition.

### Période contemporaine
Comme de nombreuses communes du département, La Palud se dote d’une école bien avant les lois Jules Ferry : en 1863, elle en possède déjà une qui dispense une instruction primaire aux garçons et aux filles, au chef-lieu. Les filles sont instruites alors que la loi Falloux (1851) n’impose l’ouverture d’une école de filles qu’aux communes de plus de 800 habitants. Châteauneuf-lès-Moustiers possédait deux écoles de garçons en 1863, au chef-lieu et au hameau des Chauvets, mais n’a ouvert d’école de filles qu’avec les lois Ferry,.
Jusqu’au milieu du XXe siècle, la vigne était cultivée à La Palud. Le vin produit, de qualité médiocre, était destiné à la consommation familiale. Cette culture est aujourd’hui abandonnée.
Le 25 juillet 2012, un hélicoptère Eurocopter AS 532 Cougar s'écrase au lieu-dit La Maline.

## Économie

### Aperçu général
En 2009, la population active s’élevait à 161 personnes, dont 41 chômeurs (36 fin 2011). Ces travailleurs sont salariés et indépendants presque à égalité (54 % de salariés) et travaillent majoritairement dans la commune (69 %).

### Agriculture
Fin 2010, le secteur primaire (agriculture, sylviculture, pêche) comptait 22 établissements actifs au sens de l’Insee (exploitants non-professionnels inclus) et un emploi salarié.
Le nombre d’exploitations professionnelles, selon l’enquête Agreste du ministère de l’Agriculture, est de 17 en 2010. Il était de 16 en 2000, de 24 en 1988. Actuellement[Quand ?], ces exploitants sont essentiellement tournés vers l’élevage ovin (six exploitants), et la polyculture (six également). Les grandes cultures et d’autres élevages sont aussi pratiqués. De 1988 à 2000, la surface agricole utile (SAU) a fortement augmenté, de 1 309 à 1 890 ha. Elle a ensuite fortement diminué lors de la dernière décennie, tombant à 1 022 ha.

### Artisanat et industrie
Fin 2010, le secteur secondaire (industrie et construction) comptait sept établissements, employant six salariés.

### Activités de service
Fin 2010, le secteur tertiaire (commerces, services) comptait 51 établissements (avec 16 emplois salariés), auxquels s’ajoutent les vingt établissements du secteur administratif (regroupé avec le secteur sanitaire et social et l’enseignement), salariant neuf personnes.
D'après l’Observatoire départemental du tourisme, la fonction touristique est très importante pour la commune, avec plus de cinq touristes accueillis par habitant, l’essentiel de la capacité d'hébergement étant marchande. Plusieurs structures d’hébergement à finalité touristique existent dans la commune :
- trois hôtels en 2012, contre quatre en 2008[60],[61] (deux classés deux étoiles[62] et un classé quatre étoiles[63]). La capacité hôtelière correspondante est de 71 chambres[60] ;
- un camping classé une étoile et un autre classé deux étoiles[64] avec une capacité de 177 emplacements[65] ;
- plusieurs meublés labellisés[66] et non-labellisés[66] ;
- des chambres d’hôtes[67] ;
- plusieurs hébergements collectifs : refuges, gîtes et auberge de jeunesse[68].

Les résidences secondaires apportent un complément appréciable à la capacité d’accueil : au nombre de 120, elles représentent 35 % des logements. Parmi les résidences secondaires, 13 possèdent plus d’un logement,.

## Héraldique
| Blason de La Palud-sur-Verdon | Blason  | D'argent à trois joncs de sinople rangés et mouvant d'une rivière d'azur. |
| Blason de La Palud-sur-Verdon | Détails | Le statut officiel du blason reste à déterminer.                          |

## Politique et administration

### Intercommunalité
La Palud-sur-Verdon était, en 2011, l'une des treize communes du département à n'être rattachée à aucun établissement public de coopération intercommunale (EPCI) à fiscalité propre. À la suite du schéma départemental de coopération intercommunale de 2011 établi par la préfecture, prévoyant « la couverture intégrale du territoire par des EPCI à fiscalité propre », la commune fait partie, depuis 2013 et jusqu'en 2016, de la communauté de communes du Moyen Verdon ; et à partir du 1er janvier 2017, de la communauté de communes Alpes Provence Verdon.

### Municipalité
| Période                                  | Période                       | Identité                | Étiquette | Qualité                                                                       |
| ---------------------------------------- | ----------------------------- | ----------------------- | --------- | ----------------------------------------------------------------------------- |
| mai 1945                                 |                               | Maurice Colombet        |           |                                                                               |
|                                          |                               |                         |           |                                                                               |
| mars 1977                                | novembre 1987                 | Paul Corrotti           | PCF       |                                                                               |
| janvier 1988                             | En cours (au 21 octobre 2014) | Michèle Bizot-Gastaldi, | PCF       | Médecin, conseillère générale du canton de Moustiers-Sainte-Marie (2001-2015) |
| Les données manquantes sont à compléter. |                               |                         |           |                                                                               |

### Budget et fiscalité 2016
En 2016, le budget de la commune était constitué ainsi :
- total des produits de fonctionnement : 516 000 €, soit 1 494 € par habitant ;
- total des charges de fonctionnement : 406 000 €, soit 1 178 € par habitant ;
- total des ressources d’investissement : 49 000 €, soit 141 € par habitant ;
- total des emplois d’investissement : 87 000 €, soit 251 € par habitant.
- endettement : 104 000 €, soit 302 € par habitant.

Avec les taux de fiscalité suivants :
- taxe d’habitation : 9,83 % ;
- taxe foncière sur les propriétés bâties : 18,02 % ;
- taxe foncière sur les propriétés non bâties : 80,53 % ;
- taxe additionnelle à la taxe foncière sur les propriétés non bâties : 58,73 % ;
- cotisation foncière des entreprises : 26,22 %.

Chiffres clés Revenus et pauvreté des ménages en 2014 : Médiane en 2014 du revenu disponible,  par unité de consommation : 16 080 €.

### Enseignement
La commune est dotée d’une école primaire.
Le village compte un foyer rural et une bibliothèque.

### Distinctions culturelles
La Palud-sur-Verdon fait partie des communes ayant reçu l’étoile verte espérantiste, distinction remise aux maires de communes recensant des locuteurs de la langue construite espéranto.

## Démographie

### La Palud-sur-Verdon
L'évolution du nombre d'habitants est connue à travers les recensements de la population effectués dans la commune depuis 1765. Pour les communes de moins de 10 000 habitants, une enquête de recensement portant sur toute la population est réalisée tous les cinq ans, les populations de référence des années intermédiaires étant quant à elles estimées par interpolation ou extrapolation. Pour la commune, le premier recensement exhaustif entrant dans le cadre du nouveau dispositif a été réalisé en 2007.
En 2022, la commune comptait 350 habitants, en évolution de +1,74 % par rapport à 2016 (Alpes-de-Haute-Provence : +2,84 %, France hors Mayotte : +2,11 %).
| 1765 | 1793 | 1800 | 1806 | 1821 | 1831 | 1836 | 1841 | 1846 |
| ---- | ---- | ---- | ---- | ---- | ---- | ---- | ---- | ---- |
| 575  | 625  | 629  | 750  | 862  | 809  | 853  | 870  | 784  |

| 1851 | 1856 | 1861 | 1866 | 1872 | 1876 | 1881 | 1886 | 1891 |
| ---- | ---- | ---- | ---- | ---- | ---- | ---- | ---- | ---- |
| 804  | 780  | 719  | 756  | 668  | 646  | 627  | 578  | 521  |

| 1896 | 1901 | 1906 | 1911 | 1921 | 1926 | 1931 | 1936 | 1946 |
| ---- | ---- | ---- | ---- | ---- | ---- | ---- | ---- | ---- |
| 467  | 433  | 464  | 414  | 350  | 310  | 277  | 285  | 215  |

| 1954 | 1962 | 1968 | 1975 | 1982 | 1990 | 1999 | 2006 | 2007 |
| ---- | ---- | ---- | ---- | ---- | ---- | ---- | ---- | ---- |
| 202  | 154  | 141  | 152  | 172  | 243  | 297  | 312  | 314  |

| 2012 | 2017 | 2022 | - | - | - | - | - | - |
| ---- | ---- | ---- | - | - | - | - | - | - |
| 329  | 349  | 350  | - | - | - | - | - | - |

| 1315    | 1471    |
| ------- | ------- |
| 51 feux | 25 feux |

En 1906, la population comprend 32 ouvriers présents temporairement pour la construction d'une conduite maçonnée devant amener l'eau du Verdon de Castellane à l'usine hydro-électrique du Galetas, qui ne fut jamais achevée.
L'histoire démographique de La Palud, après la saignée des XIVe et XVe siècles et le long mouvement de croissance jusqu'au début du XIXe siècle, est marquée par une période d'« étale » où la population reste relativement stable à un niveau élevé. Cette période dure des années 1810 à 1856. L'exode rural provoque ensuite un mouvement de recul démographique de longue durée. En 1911, la commune a perdu plus de la moitié de sa population par rapport au maximum historique de 1841. Le mouvement de baisse se poursuit jusqu'aux années 1960. Depuis, la population a doublé, en restant plus faible que celle de 1911.

### Châteauneuf-lès-Moustiers
| 1315    | 1471 | 1765 | 1793 | 1800 | 1806 | 1821 | 1831 |
| ------- | ---- | ---- | ---- | ---- | ---- | ---- | ---- |
| 50 feux | 3    | 394  | 496  | 462  | 492  | 530  | 584  |

| 1836 | 1841 | 1846 | 1851 | 1856 | 1861 | 1866 | 1872 |
| ---- | ---- | ---- | ---- | ---- | ---- | ---- | ---- |
| 576  | 525  | 512  | 510  | 475  | 465  | 443  | 388  |

| 1876 | 1881 | 1886 | 1891 | 1896 | 1901 | 1906 | 1911 |
| ---- | ---- | ---- | ---- | ---- | ---- | ---- | ---- |
| 372  | 364  | 347  | 335  | 302  | 275  | 222  | 200  |

| 1921 | 1926 | 1931 | 1936 | 1946 | 1954 | 1962 | 1968 |
| ---- | ---- | ---- | ---- | ---- | ---- | ---- | ---- |
| 133  | 131  | 126  | 111  | 93   | 53   | 52   | 31   |

| 2014 | - | - | - | - | - | - | - |
| ---- | - | - | - | - | - | - | - |
| 54   | - | - | - | - | - | - | - |

L'histoire démographique de Châteauneuf-lès-Moustiers est marquée par la saignée des XIVe et XVe siècles.
Après une longue croissance, la population de la commune connaît une période d'« étale » où elle reste relativement stable à un niveau élevé. Cette période dure de 1811 à 1851. L'exode rural provoque ensuite un mouvement de recul démographique, rapide et de longue durée. Dès 1901, la commune enregistre la perte de la moitié de sa population par rapport au maximum historique de 1831. Le mouvement de baisse ne s'interrompt définitivement que dans les années 1960. La baisse se poursuit ensuite, toujours à un rythme rapide, jusqu'à la fusion avec la commune de La Palud.

## Lieux et monuments

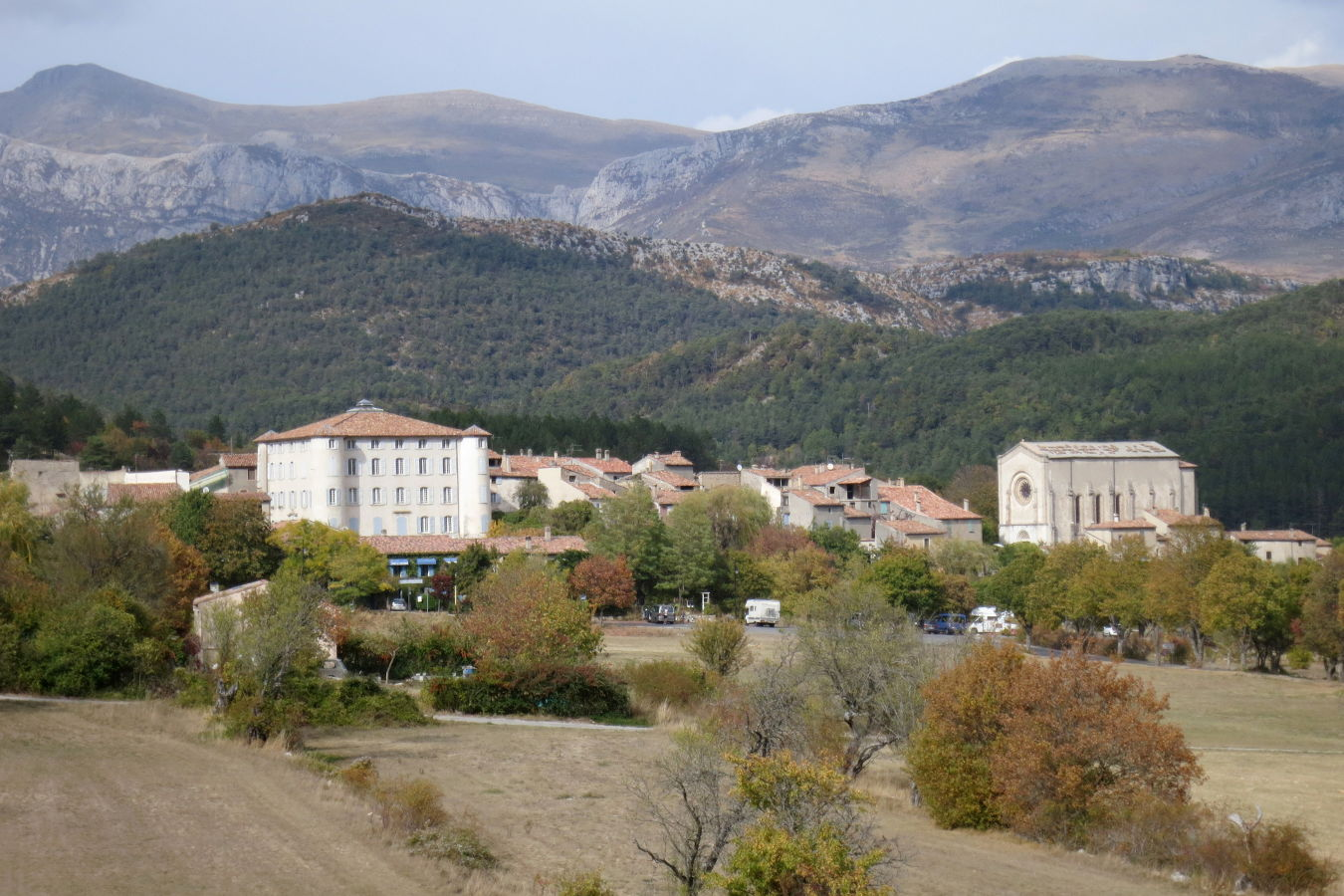
Le château de La Palud (à gauche) et l’église Notre-Dame-de-Vauvert (à droite).

Le château de La Palud au-dessus du village est un monument historique inscrit sur l'inventaire supplémentaire, situé dans le site naturel inscrit avec les maisons anciennes qui l’entourent. La façade nord date du XVIIe siècle (fenêtre à meneaux) ; elle a été intégrée dans un agrandissement au XVIIIe siècle. Le château actuel a trois étages et est inscrit aux monuments historiques.
Le bâtiment dit château fort de Meyreste (sur une colline occupée à l’époque romaine), est assimilé à un manoir par Raymond Collier : à un étage, ses fenêtres à meneaux et ses deux tours encadrant la façade, évoque la demeure d’un hobereau, à moitié paysan.
L’église paroissiale Notre-Dame-de-Vauvert est reconstruite en 1868-1870. Sa nef comprend six travées ; elle est voûtée en plein cintre. Son clocher, en petit appareil régulier, orné de bandes lombardes, date du XIe siècle ; il est inscrit sur l'inventaire supplémentaire des monuments historiques. La sacristie est installée dans l’ancienne chapelle seigneuriale (fin du XVe siècle ou début du suivant), voûtée sous croisée d’ogives
À Châteauneuf-lès-Moustiers, la chapelle troglodyte Notre-Dame de la Baume a dû être fortifiée. Des ermites s’installent dans la grotte au XIIIe siècle. Construite au XVIe siècle ou au suivant, elle est réparée en 1746. Sa nef d’une travée est voûtée en berceau.
À proximité de la nationale 552, l’ensemble des grottes de Saint-Maurin ont été utilisées comme habitats, granges, selon les époques ; dans une grotte, une chapelle consacrée à saint Maurice y avait été aménagée.
La maison des gorges du Verdon fonctionne en réseau avec les autres musées des gorges du Verdon, la maison de Pauline de Gréoux-les-Bains, l’écomusée de la Vie d’antan à Esparron-de-Verdon, le musée de la préhistoire des gorges du Verdon de Quinson et les musées Sirènes et fossiles et du Moyen Verdon de Castellane.
- Église Saint-Pons (XVIIIe siècle) à Châteauneuf[41]
- Chapelle Saint-Pierre à Chauvet[42]
- Ruines : village de La Palud du XIVe siècle, celles de la muraille du village de Meyreste (village en ruines), et de sa chapelle Notre-Dame de la Baume, du village de Châteauneuf-lès-Moustiers et de son château du XIIIe siècle ; également sur l’ancienne commune de Châteauneuf, ruines du château dominant le Baou (XIVe).

Le monument aux morts.

### Sites naturels
- Grotte-émergence de Saint-Maurin.
- La réserve naturelle régionale de Saint-Maurin est située sur le territoire de la commune.

## Personnalités liées à la commune
- Guy Gilbert, le prêtre des loubards, s’est installé avec une équipe d’éducateurs à La Palud, où il travaille à la réinsertion de jeunes par le travail et le contact avec les animaux.
- Patrick Edlinger, grimpeur français qui enregistra son film Opéra vertical dans les gorges, et qui est mort à La Palud.